# Saint-Jean-du-Bruel
Saint-Jean-du-Bruel – miejscowość i gmina we Francji, w regionie Oksytania, w departamencie Aveyron. W 2013 roku jej populacja wynosiła 659 mieszkańców. Gmina położona jest na terenie Parku Regionalnego Grands Causses. 